# José de Rico
José de Rico (* 1982 in Barcelona) ist ein spanischer DJ, Produzent und Songwriter.

## Biografie
José de Rico ist seit über zehn Jahren als DJ aktiv und arbeitet seit fünf Jahren auch als Radio-Moderator auf Loca FM, einer der größten Dance-Radio-Stationen in Spanien. 2009 erstellte er seine eigene Musikrichtung mit dem Namen Dance Tropical und unterschrieb beim spanischen Label Music Roaster, wo er mit vielen spanischen und internationalen Künstlern zusammenarbeiten konnte. 2011 erwies sich als erfolgreiches Jahr für José de Rico, das mit einer Nominierung für den Vicious Music Awards als bester nationaler DJ und Produzent seinen Höhepunkt erreichte.
In Zusammenarbeit mit dem dominikanischen Sänger und Rapper Henry Méndez entstanden drei Clubhits.
Henry Méndez hat bereits langjährige Erfahrungen als Sänger. Er tourte für mehrere Jahre mit vielen bekannten spanischen Künstlern wie Niña Pastori, David Bustamante oder aber Guarana durch Spanien, Europa und Lateinamerika.

## Diskografie

### Singles
| Jahr | Titel                | Höchstplatzierung, Gesamtwochen, AuszeichnungChartplatzierungen (Jahr, Titel, Platzierungen, Wochen, Auszeichnungen, Anmerkungen) | Höchstplatzierung, Gesamtwochen, AuszeichnungChartplatzierungen (Jahr, Titel, Platzierungen, Wochen, Auszeichnungen, Anmerkungen) | Höchstplatzierung, Gesamtwochen, AuszeichnungChartplatzierungen (Jahr, Titel, Platzierungen, Wochen, Auszeichnungen, Anmerkungen) | Höchstplatzierung, Gesamtwochen, AuszeichnungChartplatzierungen (Jahr, Titel, Platzierungen, Wochen, Auszeichnungen, Anmerkungen) | Anmerkungen                                                          |
| Jahr | Titel                | DE | AT | CH | ES | Anmerkungen                                                          |
| ---- | -------------------- | --- | --- | --- | --- | -------------------------------------------------------------------- |
| 2012 | Te fuiste –          | — | — | — | ES34 (4 Wo.)ES | Erstveröffentlichung: 17. Januar 2012 mit Henry Méndez               |
| 2012 | Rayos de sol –       | DE21 (10 Wo.)DE | AT11 (9 Wo.)AT | CH8 Gold · (24 Wo.)CH | ES2 ×2Doppelplatin · (51 Wo.)ES                                                                                                   | Erstveröffentlichung: 4. Mai 2012 feat. Henry Méndez                 |
| 2012 | Noche de estrellas – | — | — | — | ES26 Platin · (2 Wo.)ES | Erstveröffentlichung: 29. Mai 2012 mit Henry Méndez feat. Jay Santos |
| 2013 | Si te vuelvo a ver – | — | — | — | ES48 (1 Wo.)ES | Erstveröffentlichung: Mai 2013                                       |
| 2014 | Soltera –            | — | — | — | ES35 (4 Wo.)ES | Erstveröffentlichung: 3. März 2014 feat. Danny Romero & Fito Blanko  |
| 2015 | Más que una amiga –  | — | — | — | ES72 (5 Wo.)ES | Erstveröffentlichung: März 2015 feat. Adrián Rodriguez               |

### Co-Produktionen
- 2008: Come with Me – Iñaki Santos & José de Rico (Remix)
- 2009: Maiara – Dario Nuñez & José de Rico
- 2009: La colegiala – Corleone Brazini, Jason Tregebov & José de Rico
- 2009: Bulgaria – Miklov (Victor Magan & José de Rico Remix)
- 2009: Ready – Josepo feat Adri (Victor Magan & José de Rico Remix)
- 2009: Una rosa – Juan Magán (Victor Magan & José de Rico Remix)
- 2009: Scratch – Rafa Peralta (José de Rico)
- 2010: Bata Bata – Jason Tregebov & José de Rico (Remix)
- 2010: It’s Worth It (José de Rico feat. Estela Martin)
- 2010: Eligibo – Dario Nuñez feat. Samantha (José de Rico Remix)
- 2010: Let’s Dance – Victor Magan & Jason Tregebov feat. Estela Martin (José de Rio & Gio Lopez Remix)
- 2010: Bocachica – José de Rico feat. Fernando Vidal
- 2010: Wekelee – Dario Nuñez & Jose AM feat. Henry Méndez (José de Rico From Stars Remix)